# Кемері
Кемері (латис. Ķemeri) (до 1917 офіційна назва Кеммерн) — кліматичний і бальнеогрязевой курорт в Латвії. Розташований за 44 км на захід від Риги, з 1928 року статус міста, з 1959 року входить до складу міста Юрмала. Заснований в 1838 році.

## Географія
Кемері оточений лісовим масивом (на заході від нього — Курземські ліси), що захищають його від вітрів. На території курорту — лісопаркова зона (сосна, листяні породи) з різними мікрокліматичними умовами (густий ліс, сквер, лісопарк).  

## Історія
Курорт заснований в 1838 році на місці природного виходу сірчаних вод на території садиби лісника А. Кемера, по імені якого й названий. З 1904 по 1915 директором курорту був один з основоположників російської бальнеології О.О. Лозинський, який в 1916 році опублікував своє класичне керівництво "Бальнеологія практичного лікаря".

## Клімат
Клімат схожий з кліматом Юрмали. Зима м'яка (середня температура січня -5 °С), літо помірно тепле (середня температура липня +17 °C). Опадів близько 650 мм на рік. Відносна вологість взимку 83%, влітку 76%.

## Лікувальні чинники
Основні природні лікувальні чинники разом з кліматом - мінеральні води й грязі. У Кемері 3 види мінеральної води і 2 види лікувальної грязі: 
- Сульфідна сульфато-кальцієва вода. Джерела відомі з XVIII століття. Містить 20-22 міліграми/л сірководню. Використовують для ванн, душу, зрошувань, питного лікування.
- Хлоридна натрієва вода середньої мінералізації. Застосовують для питного лікування, зрошувань порожнини рота, шлунку, кишок.
- Високомінералізована (116 г/л) хлоридна натрієва вода з великою кількістю брому (560 міліграм/л). Свердловина пробурена в 1974 році.
- Торф'яна грязь. Отримують з родовища Слокас за 7 км від Кемері.
- Сапропельова грязь. Отримують з озера Канієра.

## Лікування
У Кемері є санаторії, ванні будівлі, грязелікарня, поліклініка. Проводиться лікування хворих із захворюваннями органів руху і опори, нервової системи, шкіри, органів травлення, кровообігу (ендоартеріїти), а також з гінекологічними захворюваннями.   